# Florin Spulber
Florin Spulber este antrenorul național român de sărituri cu schiurile și un fost săritor cu schiurile. El deține recordul românesc la sărituri cu schiurile, cu un salt de 118 metri necertificat de un comitet calificat. El deține, de asemenea, recordul de deal în K-110 la Borșa în România.

## Biografie
A început să schieze la Săcele la vârsta de zece ani și a fost membru CSS Brașovia până la vârsta de 18 ani.
Spulber a participat la Cupa Continentală în sezonul 1999-2000. A participat la săptămâna de sărituri germano-austriacă 1997-98, dar nu a reușit să se califice pentru niciuna dintre curse. La 14 martie 1999, el a stabilit un record românesc de 118 metri la Borșa, România. A devenit campion la individual al României în 1995, 1997 și 1999, și campion  pe echipe al României în 1993, 1994, 1995, 1997, 1999, 2000 și 2001. De asemenea, a câștigat Cupa României în 1996 și 1998.
Din 2001 este antrenorul clubului Dinamo Brașov. În 2003 a început ca antrenor al echipei naționale a României și este antrenor principal din 2007.